# Совєтський район (Саратовська область)
Радянський район рос. Советский район — муніципальне утворення в Саратовській області. Адміністративний центр району — смт. Степне. Населення району — 27 154 чол.

## Географія
Розташований у степовій зоні в центральній частині Лівобережжя, в басейні річки Великий Караман. Надра багаті нафтою і природним газом.
Район межує із заходу з Енгельського районом, з півночі з Марксовським районом, зі сходу —  Федоровський район, із півдня з  Краснокутським районом.

## Історія
Утворений 7 вересня 1941 року як Марієнтальський район в складі Саратовської області у результаті ліквідації АРСР німців Поволжя і перетворення з Маріентальского кантону.
Указом Президії Верховної Ради СРСР від 19 травня 1942 року Марієнтальський район Саратовської області був перейменований в Совєтський район, а село Марієнталь перейменовано в Совєтське.
Рішенням облвиконкому Саратовської області від 23 грудня 1962-го район був розформований і увійшов до складу Марксовського і Федоровського районів. 1 січня 1967 року район утворений знову з теперішньою територією, після відновлення центр району був перенесений в смт. Степне.
З 1 січня 2005 року район перетворений в муніципальне утворення Совєтський муніципальний район .

## Економіка
Основний напрямок економіки — нафтогазовидобуток. Створено 7 нафтових і будівельних організацій, в тому числі найбільше в Європі сховище газу із загальним обсягом 8 млн м³. На території району знаходиться важливий вузол магістральних газопроводів Росії.
Сільське господарство району виробляє високоякісне зерно, в тому числі просо, соняшник, овочі, кормові культури, різноманітну тваринницьку продукцію.

## Пам'ятки
В районі 22 пам'ятника дерев'яних і кам'яних будов німецької архітектури.
Серед визначних пам'яток — Сусловський курганний могильник (поблизу села Сусли). В 70 розкопаних тут курганах поховання всіх чотирьох етапів розвитку культури сарматів степового Поволжя.